# Pérassay
Pérassay település Franciaországban, Indre megyében. Lakosainak száma 415 fő (2022. január 1.). Pérassay Saint-Priest-la-Marche, Saint-Saturnin, Feusines, Lignerolles, Sainte-Sévère-sur-Indre, Vigoulant és Vijon községekkel határos.

## Népesség
A település népességének változása:
| Lakosok száma | 650  | 501  | 449  | 400  | 377  | 366  | 362  | 366  | 385  | 415  |
|               | 1968 | 1982 | 1990 | 2006 | 2013 | 2015 | 2017 | 2019 | 2020 | 2022 |